# Hama Amadou
Hama Amadou (ur. 1950, zm. 23 października 2024 w Niamey) – nigerski polityk, dwukrotny premier tego państwa.

## Życiorys
Był premierem w latach 1995–1996, po czym jego gabinet został obalony przez pucz wojskowy. Po przywróceniu demokracji, w 2000 znów stanął na czele rządu, którym kierował do 2007. W 2005, pomimo panującej w kraju klęski głodu, odmówił przyjęcia pomocy żywnościowej ONZ uzasadniając, że plony były wystarczające, a taka propozycja stanowi obrazę dla jego kraju.
31 maja 2007 jego rząd uzyskał od parlamentu wotum nieufności. Głównym powodem była korupcja i podejrzenia defraudacji setek tysięcy dolarów, przeznaczonych na fundusz edukacyjny i rozwojowy, przez członków gabinetu. 3 czerwca 2007 na stanowisku szefa rządu Amadou został zastąpiony przez Seyni Oumarou.
Wziął udział w wyborach prezydenckich w 2011, w których zajął trzecie miejsce.
W wyborach generalnych w 2016 roku uzyskał drugie miejsce. Przez całą kampanię wyborczą przebywał w więzieniu.